# ŠK Blava Jaslovské Bohunice
ŠK Blava Jaslovské Bohunice là một câu lạc bộ bóng đá Slovakia, đến từ thị trấn Jaslovské Bohunice. Câu lạc bộ được thành lập năm 1928.